# J Records
J Records és el nom d'una companyia discogràfica, que és part de la companyia musical Sony BMG.
Va ser fundada l'any 2000 pel músic veterà Clive Davis, després de la seva sortida de la companyia disquera Arista Records. Durant els primers cinc anys d'operació del segell els seus discos van ser distribuïts per BMG, però conservant sempre la seva categoria de companyia independent.
L'any 2002, BMG va obtenir la majoria de les operacions del segell i va canviar la seva companyia d'operació a RCA, on el mateix Davis va ser nomenat president. L'agost de 2005 les operacions de la discogràfica es van fusionar amb les d'Arista.

## Artistes del Segell
- Alicia Keys
- Barry Manilow
- Carrie Underwood
- Cassidy
- Clyph
- Fantasia
- Flyleaf
- Gavin DeGraw
- Jamie Foxx
- Luke & Q
- Luther Vandross
- Lyric
- Mario Vazquez
- Maroon 5
- Paula DeAnda
- Pearl Jam
- Rhymefest
- Rico Love
- Rod Stewart
- Ruben Studdard
- Say Anything
- Silvertide
- Smitty
- Taylor Hicks